# Пропавшие банкноты
«Пропавшие банкноты» (чеш. «Na kolejích čeká vrah» — «Убийца поджидает на рельсах») — художественный фильм чешского режиссёра Йозефа Маха, снятый по мотивам детективного романа Эдуарда Фикера «Серия C-L» в 1970 году. Детектив.
Фильм снят в Праге (натурные съёмки — в Старом городе, в том числе на Староместской площади; 
 в районе Бржевнов (Центральный военный госпиталь, улицы Радимова и Шликова); 
 на железнодорожных путях Главного вокзала), 
 а также под Цергенице, на Экспериментальном железнодорожном кольце в Велиме.

## Сюжет
На 201-м километре железной дороги в почтовом вагоне поезда, где перевозились из Праги в Брно пять миллионов вновь напечатанных чехословацких крон, происходит взрыв. На месте происшествия милиция находит обгоревшие банкноты. Одновременно, пятью километрами раньше, возле железной дороги обнаружено тело застреленной девушки. Связаны ли эти преступления друг с другом? Следствие возглавляет майор Общественной безопасности Калаш. К нему в следственную группу придаётся лейтенант Карличек…

## В ролях
- Иржи Совак — майор Калаш
- Яромир Ганзлик — лейтенант Карличек, сотрудник Калаша
- Радослав Брзобогаты — лейтенант Ярослав Ленк
- Даниела Коларжова — Гелена Дворская, невеста Ленка
- Ярослав Моучка — Лоубал, сотрудник Калаша
- Ладислав Кршивачек — Трепинский, сотрудник Калаша
- Эдуард Дубский — Будинский, директор банка

Лейтенант Карличек возле тела застреленной девушки

- Богумил Шмида — Якеш, инспектор банка по вопросам безопасности (в советском дубляже он именуется Ярош)
- Ладислав Троян — младший лейтенант Врана
- Ярослав Мареш — инкассатор Войтирж
- Олдржих Велен — Йозеф Троян
- Квета Фиалова — Яна Троянова, жена Трояна
- Йозеф Блага — Роман Галик
- Регина Разлова — Анна Халамова, убитая на 196-м километре девушка

## Съёмочная группа
- Авторы сценария:
  - Йозеф Мах
  - Иржи Марек
- Режиссёр-постановщик: Йозеф Мах
- Оператор-постановщик: Йозеф Стршеха
- Композитор: Любош Фишер
- Дирижёр Франтишек Белфин
- Художник-постановщик: Богуслав Кулич
- Оператор: Иван Вурм
- Звукооператор: Роман Глох
- Художник по костюмам: Франтишек Заплетал
- Художник-гримёр: Станислав Петрек
- Художник-декоратор: Мирослав Дворжак
- Фотограф Ярослав Троусил
- Монтаж: Йозеф Добржиховский
- Редактор: Дагмар Новакова
- Ассистент режиссёра: Богумил Коуба
- Ассистент художника: Вера Лизнерова
- Специальный консультант: Мирослав Микеш
- Заместители директора: Антонин Навратил, Владимир Шпидра
- Директор: Зденек Овес

## Дубляж
Фильм дублирован на киностудии им. М. Горького в 1971 году. 
 Режиссёр дубляжа Галина Водяницкая, звукооператор Д. Боголепов. Автор русского текста Е. Михелевич, редактор К. Никонова.
В титрах «Роли исполняют и дублируют» указаны (с сохранением орфографии титров):
- Калаш — Иржи Совак — Юрий Саранцев
- Ленк — Радослав Брзобогатый — Анатолий Кузнецов
- Карличек — Яромир Ганзлик — Евгений Жариков
- Троянова — Квета Фиалова — Зинаида Кириенко
- Яреш — Богумил Шмида — Владимир Балашов
- Дворска — Даниела Коларжова — Лилиана Алёшникова
- Галик — Йозеф Блага — Феликс Яворский

## Интересные факты
- Фильм значительно отличается по сюжету от положенного в его основу романа. Главное отличие — в книге Карличек отличается недюжинным интеллектом и способностью к дедукции, без чего, как признаёт сам майор Калаш, преступление вряд ли было бы раскрыто. В фильме же Карличек — персонаж несколько недалёкий, отчасти даже комический. Кроме того, организатором преступления в фильме оказывается высокопоставленный сотрудник Национального банка Чехословакии, а не некий Гуго Фалфар, сын солдата армии Австро-Венгрии, расстрелянного за отказ воевать в Первой мировой войне, который мстит миру за смерть отца.
- Майор Калаш — герой целой серии романов Эдуарда Фикера, многие из которых экранизированы. Некоторые из них шли в советском прокате, например фильм «Страх», снятый по мотивам романа Фикера «19-й километр».
- В трех предыдущих фильмах, главным героем которых является майор Калаш («Страх» (1963 год), «Убийца скрывает лицо» (1966 год) и «По кровавым следам» (1969 год)) роль майора Калаша исполнял Рудольф Грушинский. Однако поскольку актер подписал манифест «2000 слов» в 1968 году, он попал в чёрный список и ему, начиная с 1969 года, в течение почти десяти лет запрещено было сниаться в кино. Поэтому в «Пропавших банкнотах» майора Калаша сыграл Иржи Совак[3][4].
- Поезд, в составе которого находился взорванный почтовый вагон, в фильме к месту катастрофы ведут три разных паровоза: на Главном вокзале к нему прицепляют паровоз типа 477 «Попугай»[чеш.], с вокзала он выезжает под Паровозом типа 498 «Альбатрос»[чеш.], а по линии поезд ведет паровоз типа 475 «Дворянка»[5].